# Gerrit Vreken
Gerrit (Gerrie of Gérard) Vreken (Den Haag, 20 januari 1923 – Châtillon-Coligny, 28 februari 2013) was een Nederlands voetballer. Hij was rechtsbuiten van de voetbalclub ADO uit Den Haag waarmee hij in 1942 en 1943 kampioen van Nederland werd.

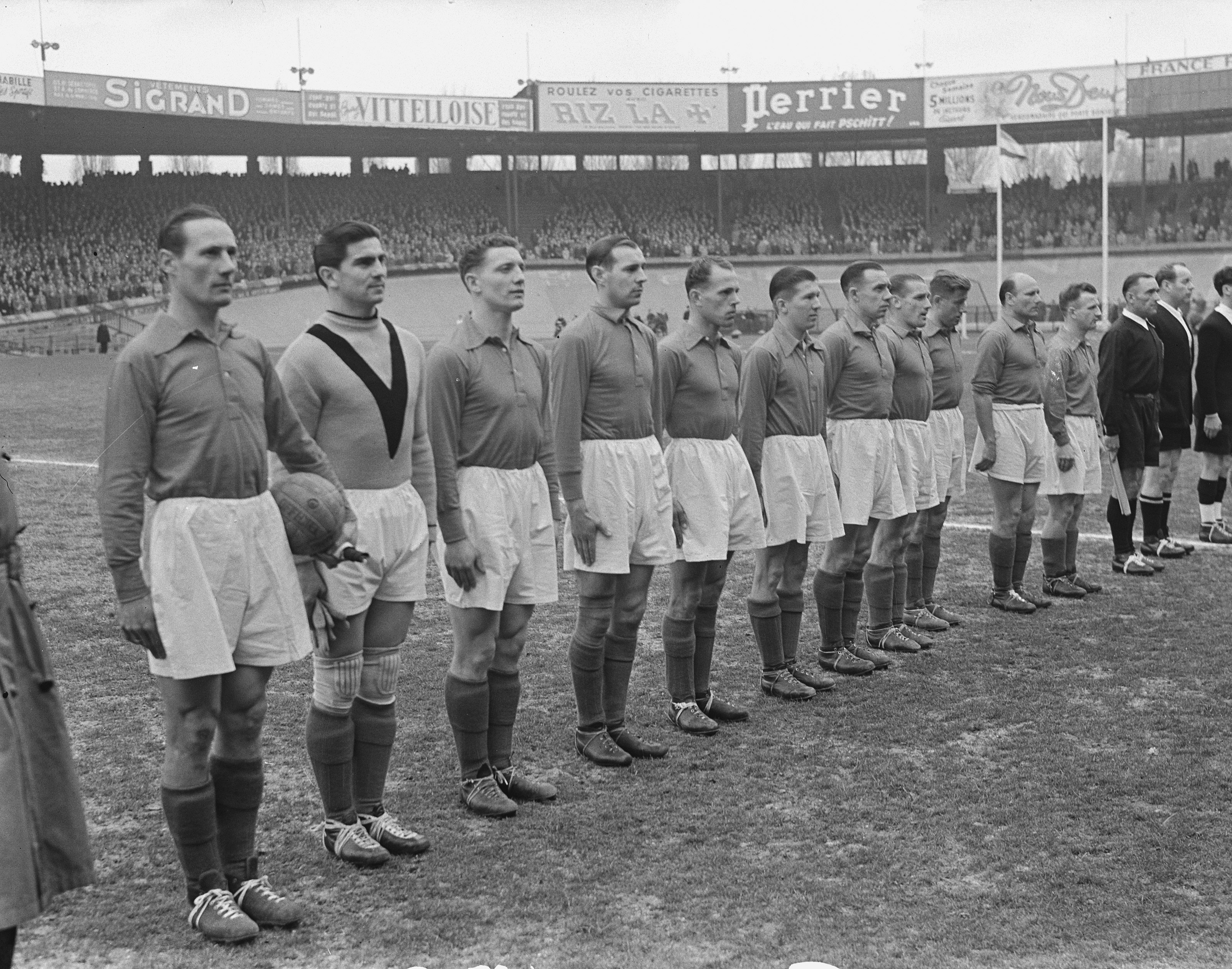
Vreken en 10 andere Nederlandse profs tegen een Frans elftal in de Watersnoodwedstrijd (1953)

Vreken behaalde met ADO grote successen tijdens de Tweede Wereldoorlog. Vreken was echter ook sympathiserend lid van de NSB in deze oorlogsperiode, evenals enkele andere ADO leden waaronder de voorzitter en een bestuurslid. Dit werd Vreken zo zwaar aangerekend dat hij in 1946 vluchtte naar een Franse club. Hierdoor werd hij de tweede Nederlandse voetballer in de geschiedenis die in Frankrijk speelde, Beb Bakhuijs ging hem voor. Vreken speelde voor AS Monaco en FC Nantes en is altijd in Frankrijk blijven wonen. In 1953 kwam hij namens Nederland uit in de Watersnoodwedstrijd, samen met zijn ploeggenoot Jan van Geen.
Vreken heeft zijn vrijwillige betrokkenheid bij de NSB altijd ontkend. Naar zijn zeggen werd hij in de oorlog gedwongen om bij de NSB te gaan. Hij werd sympathiserend lid en werkte voor de Nederlandse Arbeidsdienst, omdat hij anders naar Duitsland zou worden afgevoerd als dwangarbeider. Hij is nooit op een vergadering geweest en heeft ook geen contributie betaald, aldus Vreken. Na de oorlog heeft hij zich altijd onbegrepen gevoeld.
Begin jaren zestig keerde Vreken terug naar Nederland en fungeerde in het seizoen 1961/62 bij Zwolsche Boys als oefenmeester. Een seizoen later trad hij in dienst bij het Groningse Be Quick, waar hij op 1 februari 1964 opstapte en voorgoed richting Frankrijk vertrok.
In februari 2013 is hij in Frankrijk op 90-jarige leeftijd overleden.